# Bommelding

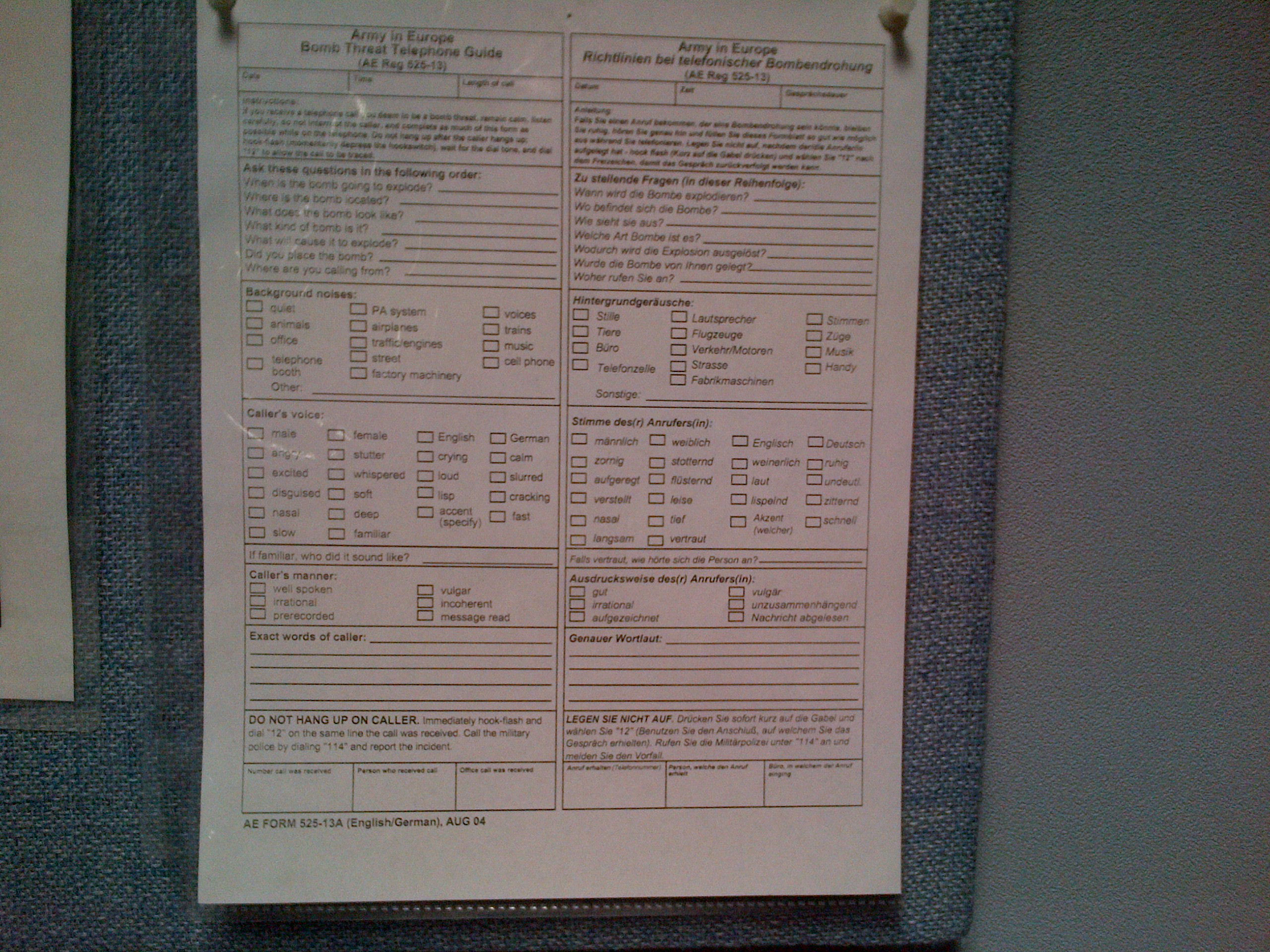
Een formulier op een prikbord op een Amerikaanse legerbasis in Duitsland met instructies hoe te handelen bij een dreigement

Een bommelding (uitspraak: bom-melding) is een melding dat op een zekere plaats een bom ligt die naar verwachting op een zeker moment zal ontploffen. Bommeldingen, vals dan wel juist, worden gedaan vanuit verschillende motieven:
- om schade te voorkomen;
- om persoonlijk letsel te voorkomen;
- met het doel de openbare orde te verstoren;
- om extra ruchtbaarheid te geven aan motieven;
- uit misleiding of uit baldadigheid.

## De reden
Een bommelding wordt gebruikt om schade, verwonding of psychotrauma te voorkomen, of om politieke, religieuze, ideële of persoonlijke redenen, om op een dreigende wijze de besluitvorming of het gedrag van mensen te beïnvloeden.

## Maatregelen
Zodra in Nederland bij de politie een bommelding binnenkomt, wordt de melding allereerst beoordeeld in hoeverre deze geloofwaardig is. Als deze door de politie als geloofwaardig wordt beoordeeld, stuurt men een explosievenverkenningseenheid om naar de locatie te gaan waar de bom volgens de melding zou liggen. De explosievenverkenningseenheid beoordeelt de situatie en adviseert de eigenaar van de locatie of de burgemeester, als het om een openbare locatie gaat, omtrent een eventuele ontruiming en andere veiligheidsmaatregelen. De eenheid gaat, afhankelijk van de exacte omstandigheden, ook op zoek naar de mogelijke explosieven. 
Zodra echter een verdacht voorwerp wordt aangetroffen, schakelt de politie de explosievenopruimingsdienst in. De Nederlandse politie heeft geen eigen experts die explosieven onschadelijk kunnen maken.
Veel bedrijven en instellingen hebben interne procedures, vaak onderdeel van een calamiteitenplan, waarin beschreven wordt hoe gehandeld moet worden bij bommeldingen. Hierin staan onder andere de maatregelen die genomen kunnen worden  om de omvang van de schade te beperken, de bedreiging te keren, de autoriteiten te waarschuwen, de hulpdiensten te alarmeren, de aangever van de melding en de motieven te achterhalen. Een onderdeel van het plan kan bestaan uit het voorkomen of beperken van lichamelijk letsel door bijvoorbeeld ontruiming van een bedreigde zone. 
Bommeldingen blijken in de meeste gevallen vals te zijn. In België zijn (ook) valse bommeldingen strafbaar als misdrijf tegen de openbare veiligheid (Belgisch Strafwetboek). 
In Nederland kan een bommelding strafbaar zijn als bedreiging volgens artikel 285 van het Wetboek van Strafrecht.
In artikel 285, lid 3 van het Wetboek van Strafrecht is bedreiging met een terroristisch misdrijf strafbaar gesteld. Een bedreiging met een terroristisch oogmerk levert, op grond van artikel 83 van het Wetboek van Strafrecht een terroristisch misdrijf op. Het wetboek geeft echter geen nadere definitie van dat laatste begrip. In artikel 1 van het Kaderbesluit inzake terrorismebestrijding wordt daaraan wel een nadere uitleg gegeven.